# Diretório Nacional de Polícia (Noruega)
O Diretório Nacional de Polícia (em norueguês: Politidirektoratet) é uma agência governamental da Noruega subordinada ao Ministério da Justiça e Segurança Pública, que por sua vez dirige o Serviço Policial Norueguês (Politi- og lensmannsetaten, em norueguês). A direção é liderada pelo Comissário Nacional da Polícia (Politidirektør, em norueguês), que desde 2012 é chefiado por Odd Reidar Humlegård.
Na Noruega há apenas uma força policial. A organização policial norueguesa é largamente baseada no princípio de uma polícia integrada, isto é, todas as funções da polícia são coletadas em uma organização.
Ex-chefia (pr. 2018) es Odd Reidar Humlegård.
- Volvo V70 da polícia norueguesa
- Helicóptero Eurocopter EC-135T-2
- Barco da polícia norueguesa navegando pelo Drøbak Sound no fiorde de Oslo, em uma missão de resgate à fortaleza de Oscarsborg.
- Viaturas com nova caracterização